# Джиу-джитсу в Азербайджане
Джиу-джитсу в Азербайджане — один из развивающихся видов спорта в Азербайджане. Управляется Национальной федерацией джиу-джитсу.

## История
Центральная школа Джиу-джитсу в Азербайджане находится на базе Спортивного Общества МВД (бывшее ДСО "Динамо). Занятия ведутся в группах, разбитых по уровню подготовленности и возрасту. Здесь же тренируются сборные команды Федерации.
Специалисты Федерации являются единственными в Республике, которые привлекаются для подготовки сотрудников силовых структур. Одно из современных направлений джиу-джитсу — система тайхо-джитсу, составляет основу самообороны и спецподготовки сотрудников министерств внутренних дел, национальной безопасности и обороны.
Эта система, включающая в себя удобную для изучения и применения технику обезоруживания, связывания и конвоирования, обыска и т. д. стоит на вооружение систем подготовки полицейских и спецслужб многих стран мира. В национальную федерацию входят множество филиалов по всей стране а также клубы различной направленности. В основном в обучении упор делается на ударную технику или на бросковую. Центральная школа Джиу-джитсу в Азербайджане использует весь арсенал ударно-бросковой, болевой и удушающей техники, базирующейся на технике Джиу-джитсу.
21 апреля 2015 г. на чемпионате мира в Абу-Даби (ОАЭ) гражданин Азербайджана Дибиров Мухаммед Эмиль оглы, 1999 г. рождения стал чемпионом мира среди юниоров в категории 46, 5 кг, победив в финале болевым приемом представителя АРЕ Мохамеда Абубакра Аль Хашими.
17-18 апреля 2016 г. на юношеском чемпионате мира в Абу-Даби(ОАЭ) граждане Азербайджана обладатель белого пояса Дибиров Мухаммед Эмиль оглы в весовой категории 51,5 кг.завоевал серебряную медаль, а его младший брат обладатель серого пояса Дибиров Омар Эмиль оглы в весовой категории 38,5 кг стал обладателем бронзовой медали.